# Brasiliscincus
Brasiliscincus — рід сцинкоподібних ящірок родини сцинкових (Scincidae). Представники цього роду є ендеміками Бразилії.

## Види
Рід Brasiliscincus нараховує 3 види:
- Brasiliscincus agilis (Raddi, 1823)
- Brasiliscincus caissara (Reboucas-Spieker, 1974)
- Brasiliscincus heathi (Schmidt & Inger, 1951)